# Indiopius
Indiopius (лат.) — род паразитических наездников из семейства Braconidae. Палеарктика. Мелкие наездники, длина тела около 2 мм. Жвалы длинные и узкие. Маргинальная ячейка переднего крыла апикально открыта; жилки m-cu и r-m переднего крыла отсутствуют; затылочный киль в значительной степени отсутствует. Жилка 2-SR переднего крыла отсутствует. Предположительно, как и другие близкие роды подсемейства паразитируют на личинках двукрылых.
- Indiopius alutacius Weng & Chen, 2001
- Indiopius chenae Li & van Achterberg, 2013
- Indiopius cretensis Fischer, 1983[2]
- Indiopius humillimus Fischer, 1966
- Indiopius saigonensis Fischer, 1966[3]
- Indiopius turcmenicus Tobias, 1989[4]